# Green River (Utah)
Green River je město v okrese Emery County ve státě Utah ve Spojených státech amerických. Svůj název dostalo podle řeky Green River.
K roku 2000 zde žilo 973 obyvatel. S celkovou rozlohou 32,7 km² byla hustota zalidnění 30 obyvatel na km².
Od tohoto města odvozuje svůj název i světově proslulé eocenní geologické souvrství (jehož výchozy se nacházejí v blízkosti tohoto města).